# Cão-da-pradaria-de-cauda-curta
O cão-da-pradaria-de-cauda-curta (Cynomys gunnisoni) é uma pequena espécie de roedor pertencete à família dos esquilos. Tais animais vivem no norte dos estados de Arizona, Novo México e sul do Colorado, nos Estados Unidos.